# Outtake
O termo outtake refere-se a parte de um trabalho (geralmente um filme ou uma gravação de música) que é eliminada durante o processo de edição e não é incluída no resultado final do mesmo. Na era digital, outtakes são geralmente acrescentados, como faixas bônus, no re-lançamento de muitos álbuns e filmes nos formatos CD e DVD.